# Кареєв Микола Іванович
Мико́ла Іва́нович Каре́єв (24 листопада (6 грудня) 1850, Москва — 18 лютого 1931, Ленінград, нині Санкт-Петербург) — російський історик та політик, депутат Першої Державної думи Російської імперії. Автор праць із філософії історії, які вплинули на українського вченого Михайла Грушевського. Член-кореспондент Російської академії наук (1910). Почесний член Академії наук СРСР (1929). Батько дитячої письменниці Олени Миколаївни Верейської.

## Біографія
Закінчив 1873 Московський університет. Був професором Варшавського (1879—1884), згодом Петербурзького університетів.
Належав до лібералів. Від 1890-х виступав проти марксизму. Вивчав історію Великої французької революції та російсько-польські взаємини.

## Праці
- «Селяни та селянське питання у Франції в останній чверті 18 століття» (1879). Високу оцінку цій праці дали Карл Маркс і Фрідріх Енгельс.
- Миф и героический эпос / I, II. Отношение мифа к героическому эпосу. Беллерофонт и Илья Муромец / [Соч.] Николая Кареева. — Воронеж: тип. Губ. правл., 1873. — [2], 24 с.
- Главные антропоморфические боги славянского язычества: Исслед. Н. Кареева. — Воронеж: тип. Губ. правл., 1872. — [2], 61 с.
- Космогонический миф / [Николай Кареев]. — Воронеж: тип. Губ. правл., ценз. 1873. — 10 с.
- Мифологические этюды Н. Кареева. — Воронеж: в Типографии Губернскаго правления, 1874.
- Научный учебник грамматики. Е. Белявский. Этимология древнего церковно-славянского и русского языка, сближенная с этимологией языков греческого и латинского. М. 1875. XIV + 170. Издание братьев Салаевых. Цена 1 рубль: [Рец.] / [Николай Кареев]. — Воронеж: тип. Губ. правл., ценз. 1876. — 20 с.
- Очерки Возрождения (Renaissance) / Н. Кареев. — Воронеж: тип. Губ. правл., 1876. — [2], 38 с.  [Архівовано 31 березня 2016 у Wayback Machine.]
- Введение в курс истории новейшего времени / Н. Кареев. — Варшава: тип. И. Носковского, 1881. — 90 с.  [Архівовано 31 березня 2016 у Wayback Machine.]
- Основные вопросы философии истории: Т. 1-3 / Н. Кареев. — Москва: тип. А. И. Мамонтова и К°, 1883—1890. — 3 т.
- Лекции по новой западно-европейской истории проф. Н. И. Кареева: 2 кл. Имп. Александр. лицея. 1885 г. / Сост. Н. Н. Макаров. — [Санкт-Петербург]: лит. Коплевской, [1885]. — 622 с.
- Основные вопросы философии истории / Н. Кареев. — 2-е, переработанное изд. — С.-Петербург: издание Л. Ф. Пантелеева, 1887.
- Историческая философия гр. Л. Н. Толстого в «Войне и мире» / [Н. Кареев]. — Санкт-Петербург: Л. Ф. Пантелеев, 1888. — [4], 64 с. [Архівовано 31 березня 2016 у Wayback Machine.]
- Лекции по древней истории, читанные проф. Н. И. Кареевым на Высших женских курсах: Курс 1. 1890—1891. — [Санкт-Петербург]: лит. В. Комарова, [1891]. — [2], 696 с.  [Архівовано 31 березня 2016 у Wayback Machine.]
- История Западной Европы в новое время: (Развитие культур. и социал. отношений). Т. 1-7 / Н. Кареев. — Санкт-Петербург: тип. И. А. Ефрона, 1892—1917. — 9 т.
- Польский вопрос; Несколько слов по поводу этого письма; Нечто о русско-польском вопросе в нашей журналистике: Письмо А. С. Хомякова к А. О. Смирновой. — Москва: типо-лит. И. Н. Кушнерева и К°, 1881. — 36 с.
- Лекция о духе русской науки: (Чит. 9 нояб. 1884 г. в Рус. собр. в Варшаве) / Н. Кареев. — Варшава: тип. К. Ковалевского, 1885. — [4], 20 с.
- Вопрос о религиозной реформации XVI века в Речи Посполитой в польской историографии: (Критико-библиогр. очерк) / [Соч.] Н. Кареева. — Санкт-Петербург: тип. В. С. Балашева, 1885. — 53 с.
- «Падение Польши» в исторической литературе / [Н. Кареев]. — Санкт-Петербург: тип. В. С. Балашева, 1888. — X, 407 с. [Архівовано 31 березня 2016 у Wayback Machine.]
- Личное начало и роковые силы в истории / Н. Кареев. — Санкт-Петербург: журн. «Рус. богатство», 1889. — 14 с.
- Историко-философские и социологические этюды / Н. Кареев. — Санкт-Петербург: О. Н. Попова, 1895. — [4], 300 с.  [Архівовано 31 березня 2016 у Wayback Machine.]
- Отзыв о сочинении профессора Любовича под заглавием Начало католической реакции и упадок реформации в Польше / Сост. Н. И. Кареев, орд. проф. Имп. С.-Петерб. ун-та. — Санкт-Петербург: тип. Имп. Акад. наук, 1892. — 24 с.
- Отзыв о сочинении проф. Корелина под заглавием Ранний Итальянский гуманизм и его историография / Сост. Н. И. Кареев, орд. проф. С.-Петерб. ун-та. — Санкт-Петербург: тип. Имп. Акад. наук, 1897. — 30 с.
- Заметки о преподавании истории в средней школе / Н. Кареев. — Санкт-Петербург: журн. «Рус. шк.», 1900. — [2], 78 с.  [Архівовано 31 березня 2016 у Wayback Machine.]
- Мысли о сущности общественной деятельности / Н. Кареев. — 2-е изд., доп. — Санкт-Петербург: тип. М. М. Стасюлевича, 1901. — [4], 173, [2] с.  [Архівовано 31 березня 2016 у Wayback Machine.]
- Учебная книга новой истории / Н. Кареев. — 6-е изд. — Санкт-Петербург: тип. М. М. Стасюлевича, 1905. — VIII, 350 с., 8 л. карт. [Архівовано 31 березня 2016 у Wayback Machine.]
- Историческое миросозерцание Т. Н. Грановского / Н. Кареев. — 3-е изд. — Санкт-Петербург: тип. М. М. Стасюлевича, 1905. — IV, 109 с., 1 л. фронт. (портр.)
- В каком смысле можно говорить о существовании феодализма в России? : По поводу теории Павлова-Сильванского / Н. Кареев. — Санкт-Петербург: тип. Шредера, 1910. — IV, 145 с.
- Южные славяне и Италия на Адриатике / Н. И. Кареев, проф. Петрогр. ун-та. — Петроград: тип. А. С. Суворина — «Новое время», 1917. — VI, 32 с.;(Мировая война и современные славянские вопросы)
- Беседы о выработке мировоззрения / Н. И. Кареев. — 4-е изд. — Москва: URSS, 2009. — 178 с.; 22 см — (Психология, педагогика, технология обучения. Педагогика).